# Kunai

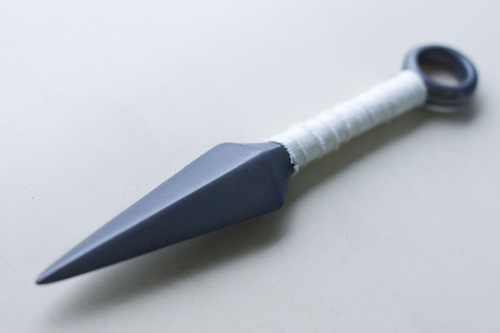
Un kunai.

Le kunai (苦無) est une arme blanche autrefois utilisée par les shinobi, et pouvant servir comme arme de lancer, ou comme d'une aide pour escalader, d'une attelle, d'un outil pour crocheter des portes et de bien d’autres manières. Il existe des kunai de différentes tailles ; les kunai de la taille d'une main étaient généralement utilisés comme couteaux de lancer tandis que ceux dépassant les 20 cm étaient utilisés comme poignards ou autres armes de poussée.

## Forme
Un kunai a normalement une lame en forme de feuille et une poignée avec un anneau sur le pommeau pour attacher une corde. Ceci permet au kunai d'être attaché à un bâton comme une lance, ou d'être attaché et caché le long du corps, ou de pouvoir le récupérer lorsqu'il est utilisé en tant qu'ancre ou un piton. La taille de la plupart des kunai va de 20 à 60 cm, avec une moyenne de 40 cm. Le manche du kunai est enroulé par un bandage pour pouvoir se rétablir rapidement en cas de besoin.

## Origines
Un kunai est un genre antique de couteau, inventé pendant la guerre des truelles. Le kunai était normalement fabriqué en fer bon marché forgé et non poli. La lame n'était pas aiguisée, car ses bords étaient employés pour casser le plâtre et le bois, pour creuser des trous et pour soulever. Le kunai a été employé par les gens du peuple en tant qu'outil de jardinage universel et par des tailleurs de pierre et des maçons.

## Dans la culture populaire

### Mangas
Dans Naruto, le kunai fait partie des armes les plus utilisées avec le shuriken.